# Tutufa rubeta
Tutufa rubeta là một loài ốc biển, là động vật thân mềm chân bụng sống ở biển trong họ Bursidae.

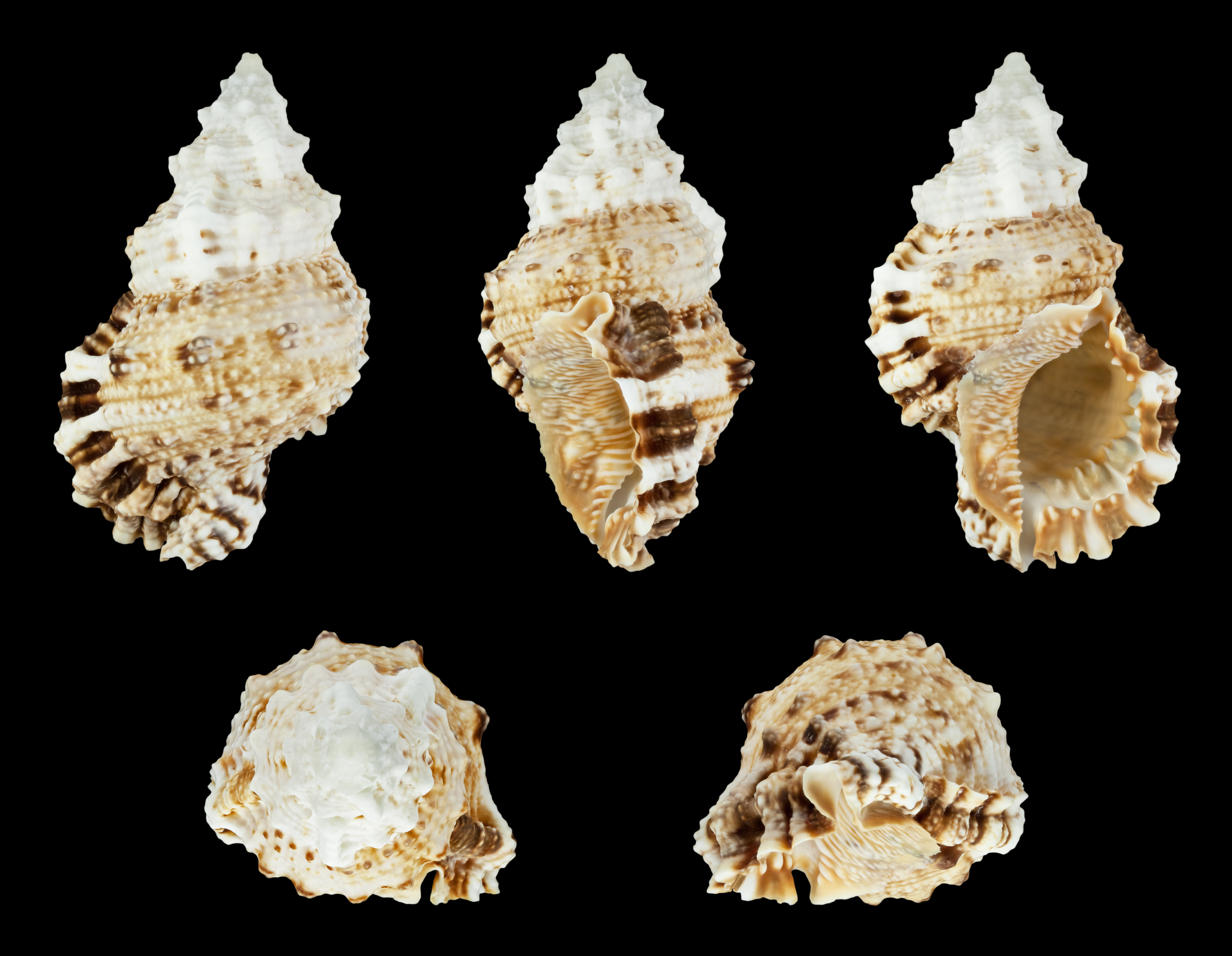
Dạng nâu

## Hình ảnh

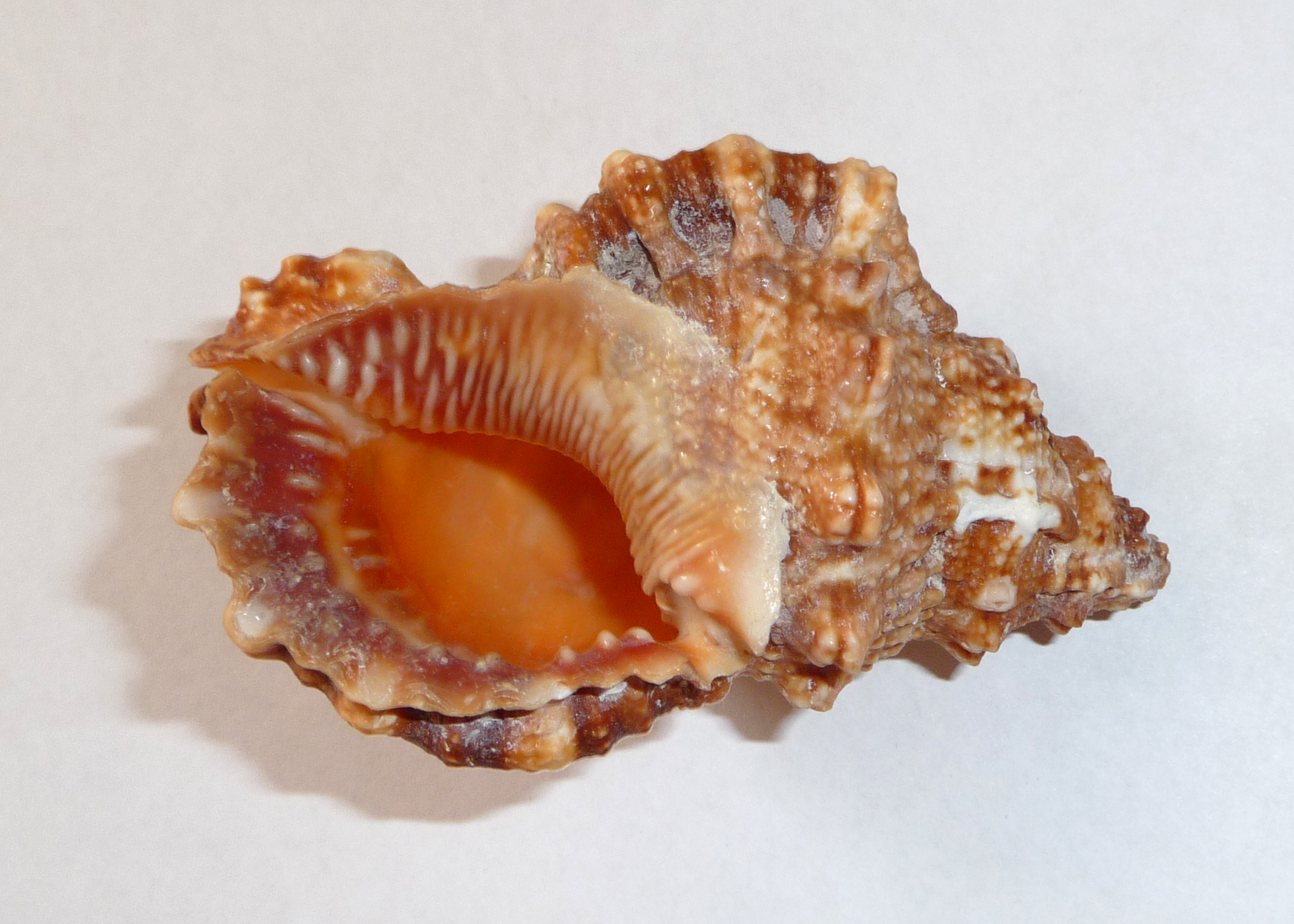